# Isidore Bonheur
Pour les articles homonymes, voir Bonheur (homonymie).
Isidore Jules Bonheur né le 15 mai 1827 à Bordeaux et mort le 19 novembre 1901 à Paris est un peintre et sculpteur français.

## Biographie
Isidore Jules Bonheur le troisième enfant du peintre Raymond Bonheur (1796-1849) et de son épouse née Sophie Marquis (1797-1833). Sa sœur aînée, Rosa Bonheur, est la plus célèbre des enfants de la fratrie. Le second enfant, Auguste, est également peintre. Sa mère meurt trois ans après la naissance de leur petite sœur Juliette, laquelle deviendra également peintre et épousera, en 1852, le fondeur d'art François Hippolyte Peyrol (1832-1921). Après le décès de Sophie en 1833, leur père Raymond se remarie avec Marguerite Peyrol (née Picard), déjà mère de François Hippolyte avec son premier mari. Un cinquième enfant, Germain Bonheur, naîtra de l'union de Raymond et Marguerite.
Sa famille est composée d'artistes dont la représentante la plus connue est l'artiste peintre Rosa Bonheur, l'aînée de la fratrie. Isidore reçoit d'abord un apprentissage artistique de son père Raymond et de sa sœur aînée Rosa, puis, en 1849, il entre à l'École des beaux-arts de Paris. Après avoir pratiqué la peinture et envoyé au Salon de 1848 un Cavalier africain attaqué par une lionne, il s'oriente vers la sculpture animalière.
Son groupe Combat de taureaux est remarqué au Salon de 1850. Il obtient plusieurs médailles dans les Salons et une médaille d’or lors de l’Exposition universelle de 1889 à Paris.

## Distinctions
- Chevalier de l'ordre d'Isabelle la Catholique
- Chevalier de la Légion d'honneur

## Collections publiques

### Peintures
- Bordeaux, musée des Beaux-Arts : deux Paysages[4].

### Sculptures

#### États-Unis
- Baltimore, Walters Art Museum : Oie se désaltérant dans un seau, bronze.
- New York :
  - Metropolitan Museum of Art : Jockey à cheval, vers 1877, statuette équestre en bronze.
  - musée d'art Dahesh :
    - Le Salon du cheval, 1901, d'après Rosa Bonheur, bas-relief en bronze[5] ;
    - Labour dans le Nivernais, 1901, d'après Rosa Bonheur, bas-relief en bronze.

#### France
- Bordeaux, musée des Beaux-Arts :
  - Vache défendant son veau contre un loup, vers 1858, bronze[6] ;
  - Renard à l'affût, 1899, marbre[7] ;
  - Un chien, cire[8] ;
  - Un taureau, cire[9].
- Fontainebleau, château de Fontainebleau : Zèbre attaqué par une panthère, 1855, groupe en bronze.
- Nantes, musée des Beaux-Arts :
  - Un lion, bronze[10] ;
  - Une lionne, bronze[11] ;
  - Tigre assis, bronze[12].
- Paris :
  - centre hospitalier Sainte-Anne : Gladiateur à cheval, statue équestre en bronze, fonte posthume de 1902 d'après le modèle de 1866.
  - Mobilier national : Cerf, biche et faon marchant, bronze[13].
  - musée d'Orsay[14] :
    - Ours, bronze[15],[16] ;
    - Cavalier arabe enlevant deux lionceaux, vers 1875, bronze ;
    - Tigre, bronze ;
    - Renard couché, ou Renard à l'affût ;
    - Lévrier galopant emportant un lièvre, bronze.

  - musée du quai Branly : Lion marchant, bronze[17].
  - palais de justice, façade : Lion, 1867.
  - parc Georges-Brassens, entrée : Les Taureaux, 1865[18], exposés à l'Exposition universelle de 1878, fonte de fer de la fonderie du Val d'Osne[19].
  - Hippodrome de Longchamp : le cheval Gladiateur, en 1866[20].
- Périgueux, musée d'Art et d'Archéologie du Périgord : Le Cerf, bronze[21].
- Saint-Dizier, musée municipal : Chienne, fonte[22].
- Toul, musée d'Art et d'Histoire : Bétail au pâturage , haut-relief en bronze.

#### Pologne
- Varsovie, musée national de Varsovie : Un Taureau, vers 1865, bronze.

#### Russie
- Iekaterinbourg, musée des Beaux-Arts (ru) : Retour de pesée, statuette équestre en bronze.

Turquie
- Istanbul, district de Kadıköy, croisement d'Altıyol : Taureau, 1864, bronze.

Œuvres d'Isidore Jules Bonheur
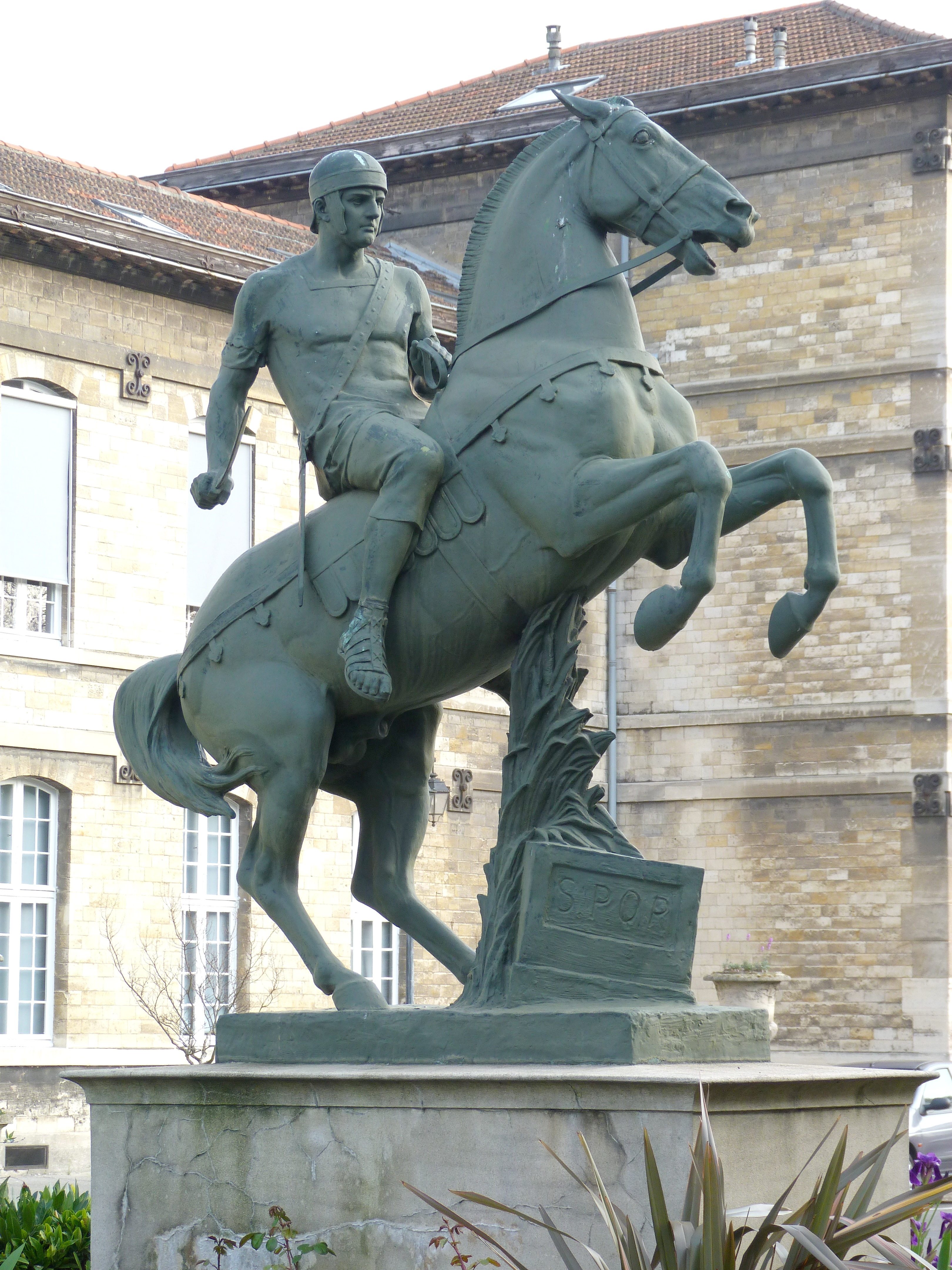
Gladiateur à cheval (1902), Paris, centre hospitalier Sainte-Anne.
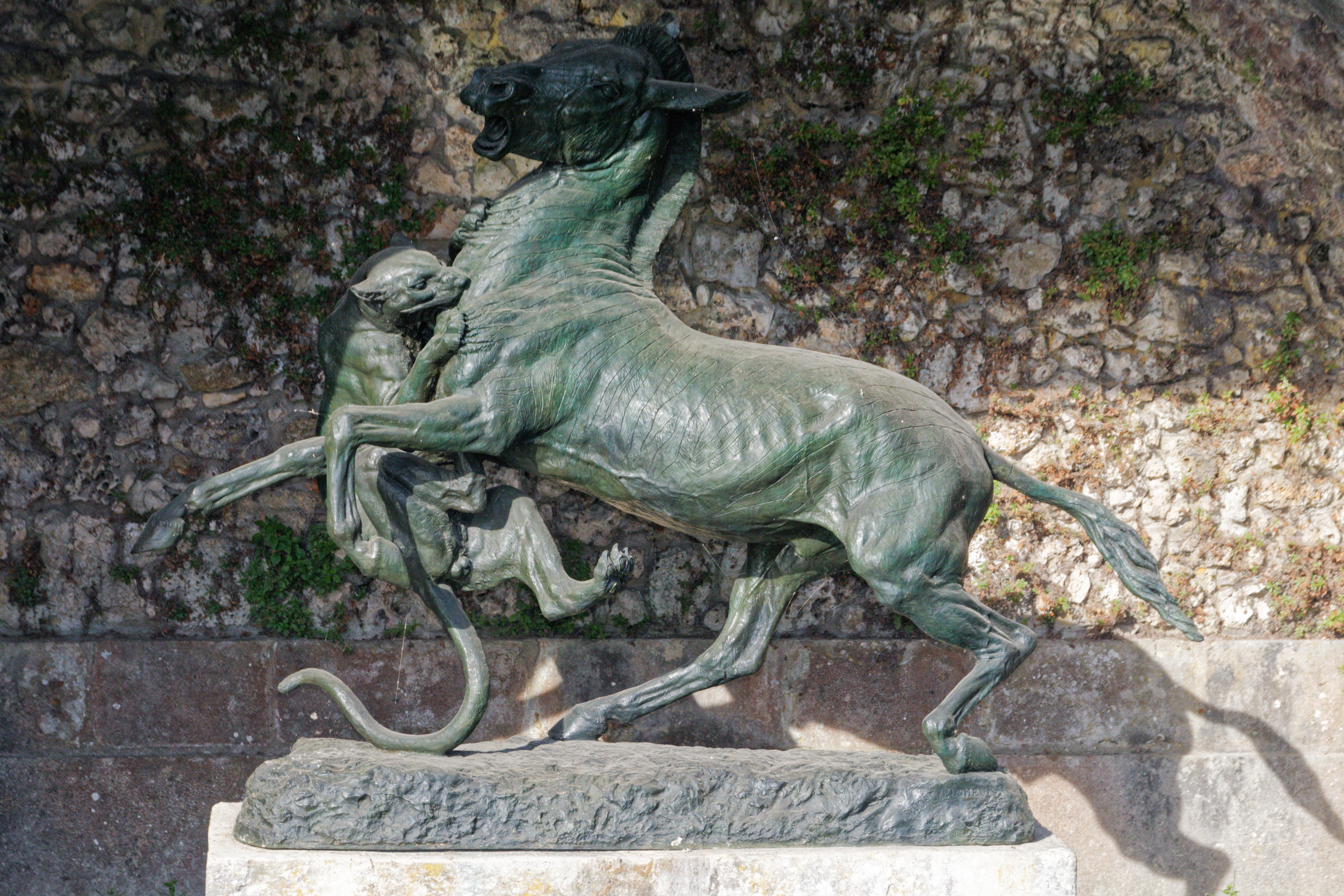
Zèbre attaqué par une panthère (1855), château de Fontainebleau.
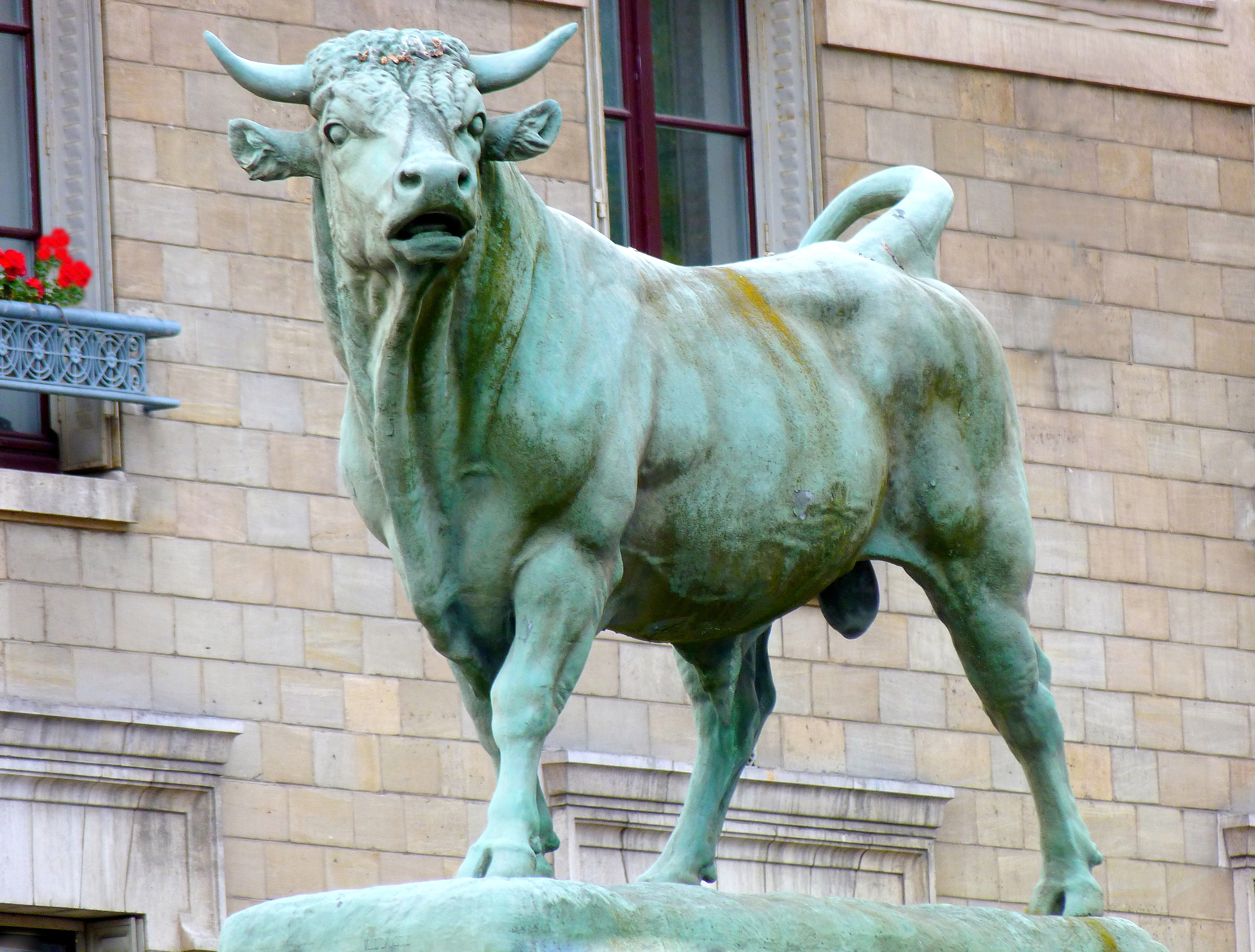
Taureau (1865), Paris, parc Georges-Brassens.
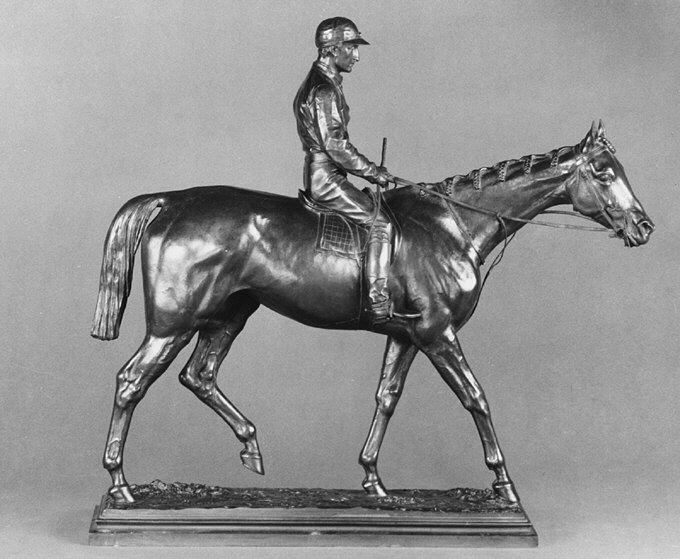
Jockey à cheval (vers 1877), New York, Metropolitan Museum of Art.
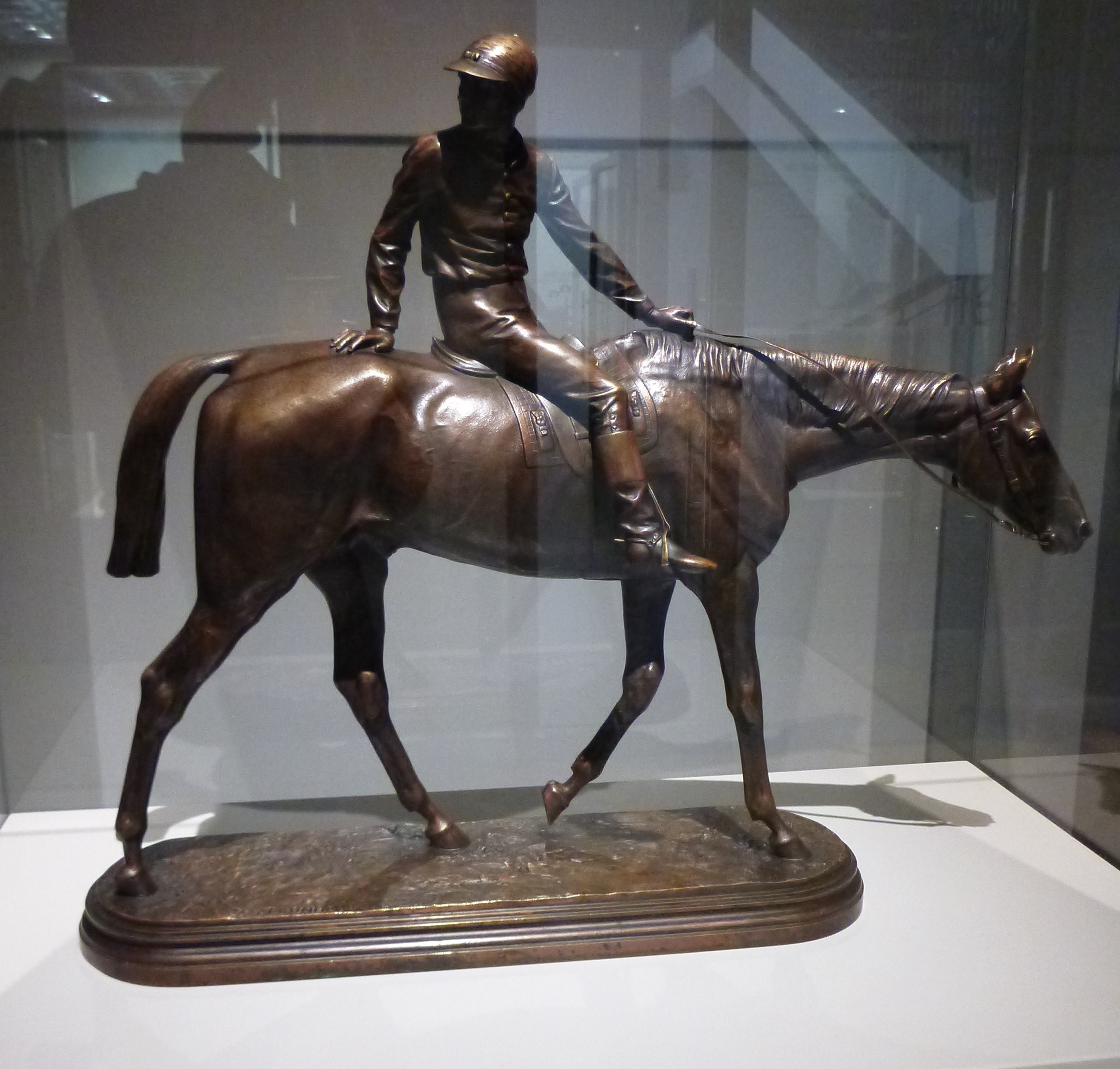
Retour de pesée, Iekaterinbourg, musée des Beaux-Arts (ru).
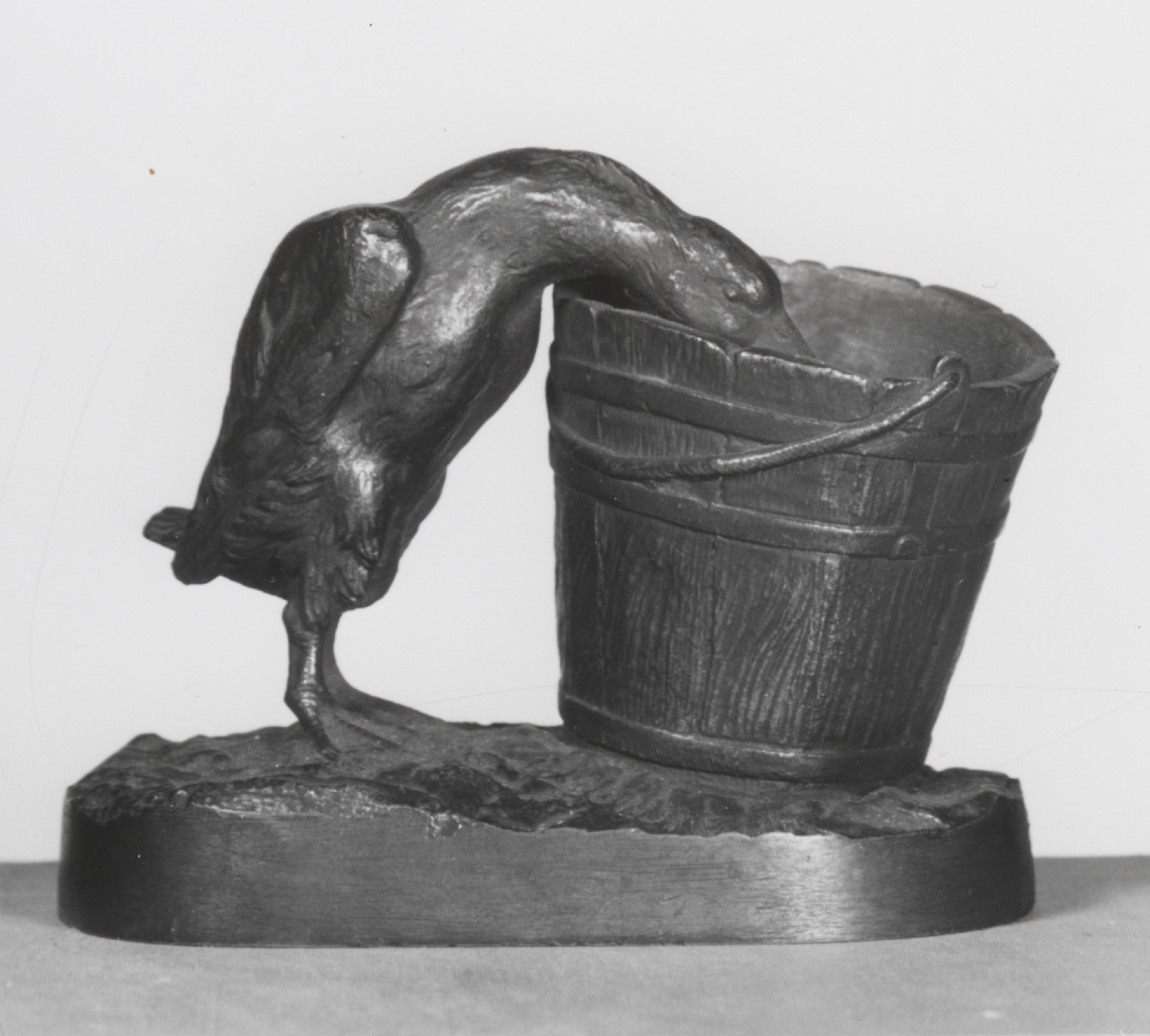
Oie se désaltérant dans un seau, bronze, Baltimore, Walters Art Museum.
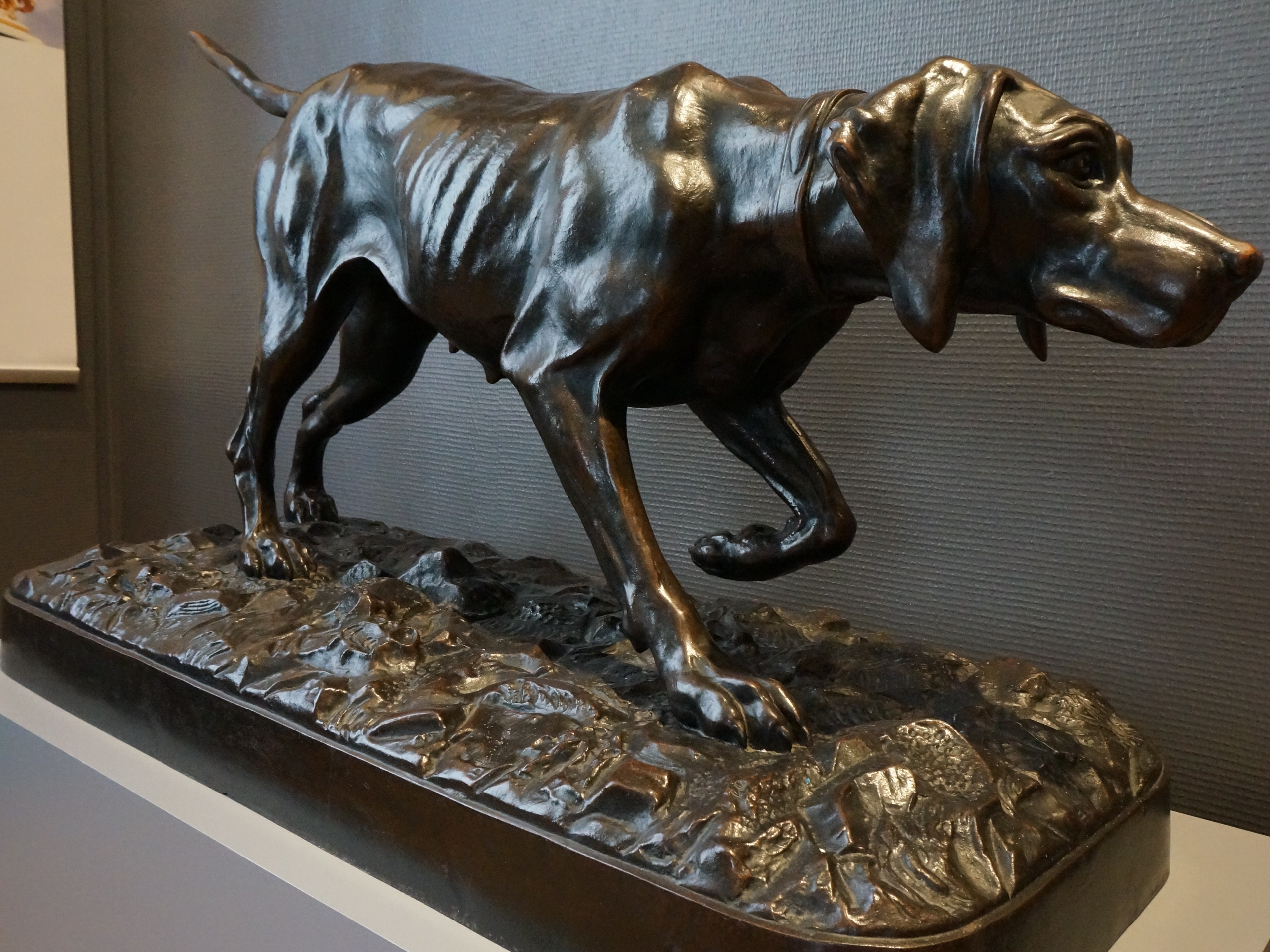
Chienne, musée municipal de Saint-Dizier.
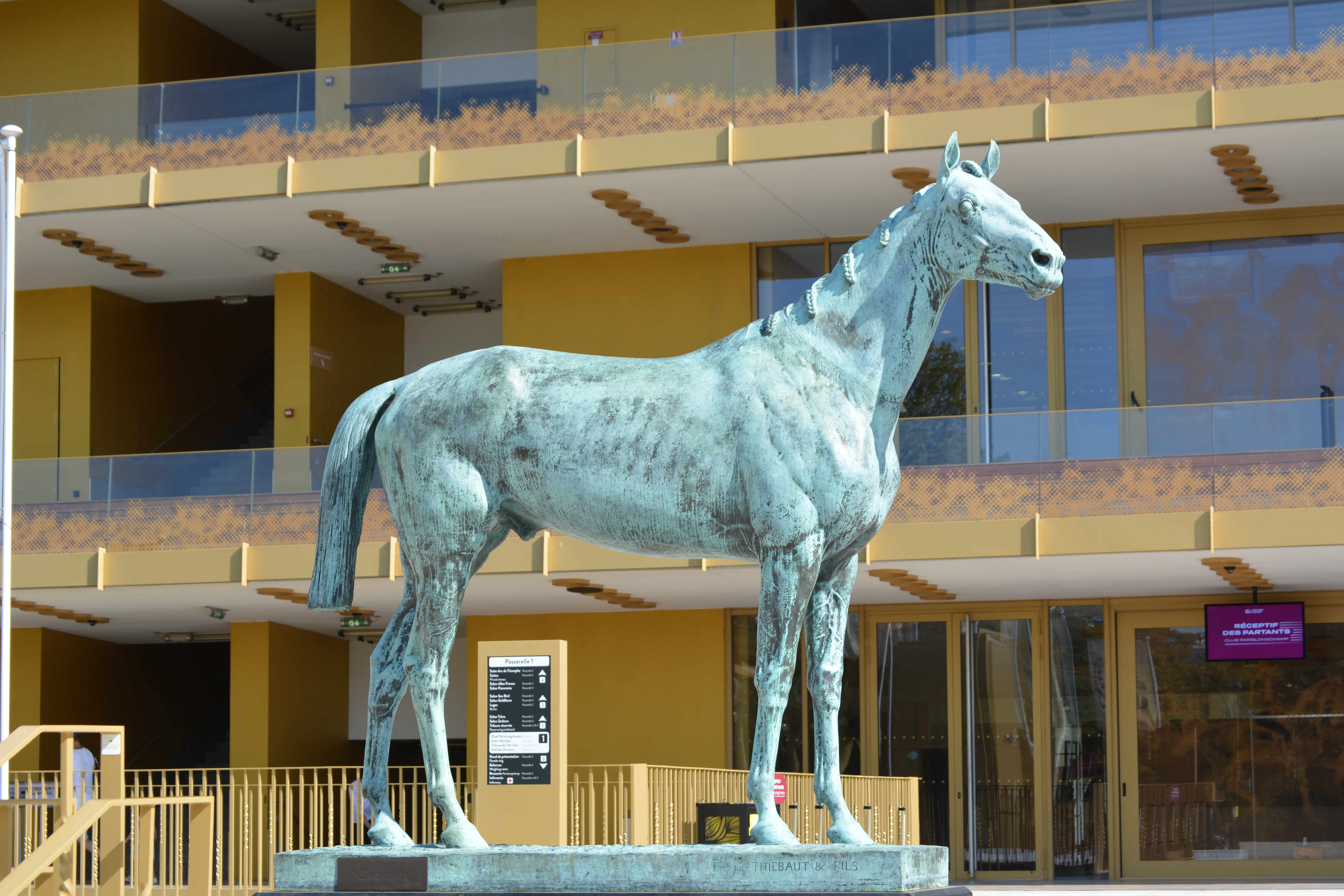
Gladiateur (1866), hippodrome de Longchamp.
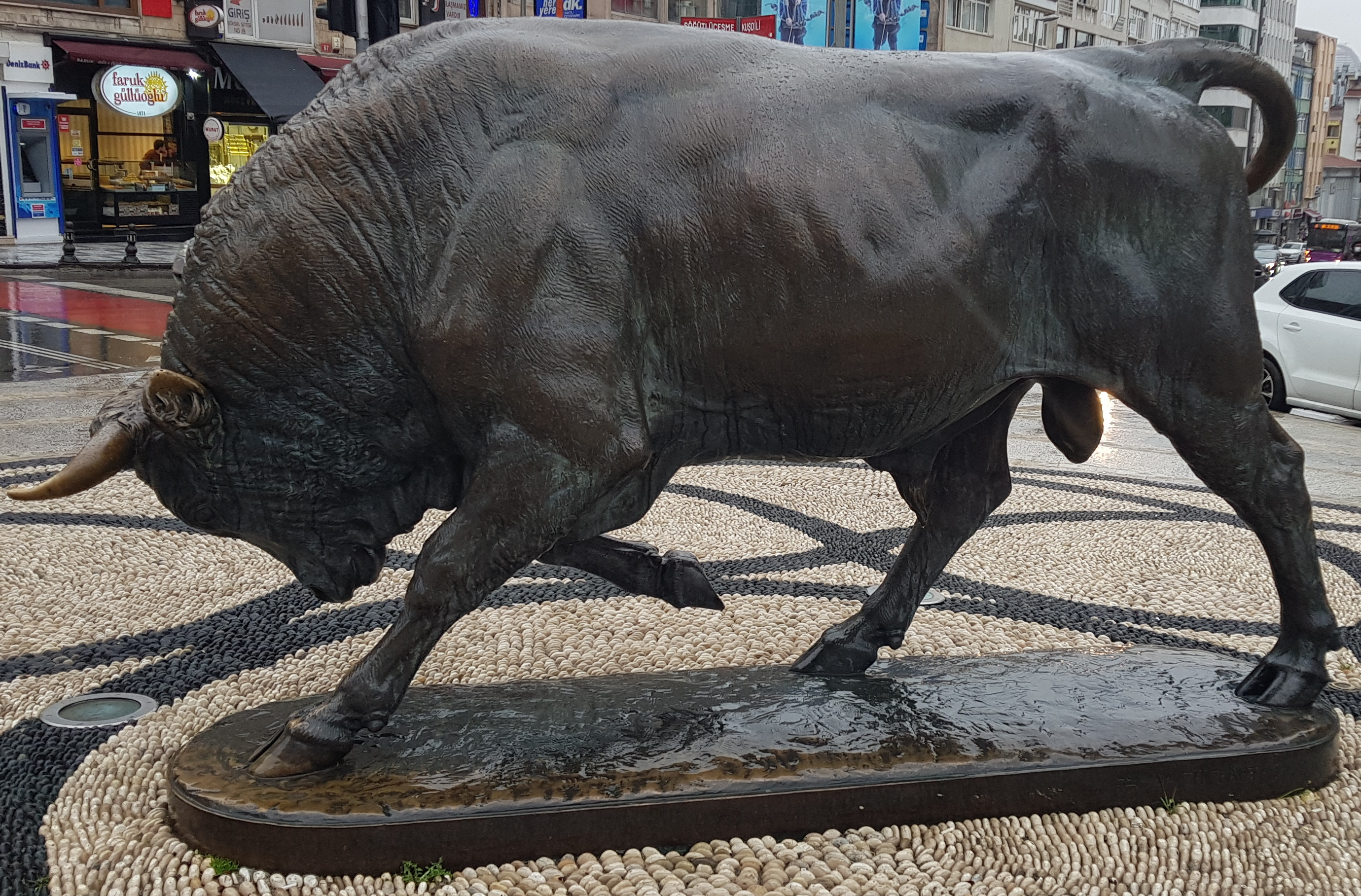
Taureau (1864), Kadıköy, Istanbul.

## Salons
- 1848 : Cavalier africain attaqué par une lionne, huile sur toile.
- 1850 : Combat de taureaux, sculpture.
- 1865 : Les Taureaux, sculpture.

## Réception critique
- « Ses dessins et ses toiles montrent cette recherche du volume et du trait synthétique propre aux études des sculpteurs. Le peintre, en effet, pratique aussi la ronde-bosse, et, pour bien montrer sa double préoccupation, envoie au Salon de 1848 une toile et un plâtre du même sujet : Cavalier africain attaqué par une lionne. Au reste, il sacrifie peu à peu la peinture à la sculpture. » - Gérald Schurr[23]